# Violent Cop
Violent Cop är en japansk film från 1989 regisserad av Takeshi Kitano.
Filmen handlar om Azuma, en polisman i Tokyo som drivs av sitt hat mot kriminella, en dag blir hans droghandlande kollega mördad och jakten på den skyldige leder långt in i polishuset. Att Takeshi Kitano är ett fan av A Clockwork Orange märks tydligt då denna film börjar på samma sätt med att en luffare blir nersparkad på stan av ett gäng tonårskillar helt oprovocerat.
Filmen hade svensk biopremiär den 11 september 1992 på Filmstaden i Stockholm i censurerat skick där bland annat en scen där en polis misshandlas och sedan får sitt huvud krossat med baseballträ klippts bort. Filmen gavs sedan ut på VHS, först av SFI 1997 och sedan på DVD av Sandrew Metronome 2002.

## Medverkande
| Takeshi Kitano    | – detektiv Azuma      |
| Haku Ryu          | – Kiyohiro            |
| Maiko Kawamaki    | – Akari               |
| Shiro Sano        | – polischef Yoshinari |
| Takeshi Hiraizumi | – detektiv Iwaki      |
| Makoto Ashigawa   | – Kikuchi             |